# 1093年
| 千纪： | 2千纪 |
| 世纪： | 10世纪 \| 11世纪 \| 12世纪                                                                                 |
| 年代： | 1060年代 \| 1070年代 \| 1080年代 \| 1090年代 \| 1100年代 \| 1110年代 \| 1120年代                           |
| 年份： | 1088年 \| 1089年 \| 1090年 \| 1091年 \| 1092年 \| 1093年 \| 1094年 \| 1095年 \| 1096年 \| 1097年 \| 1098年 |
| 纪年： | 癸酉年（鸡年）；辽大安九年；北宋元祐八年；西夏天祐民安四年；大理天祐三年；越南會豐二年；日本寬治七年       |

## 大事记
- 貶謫蘇軾、蘇轍等舊黨黨人於嶺南，接著重用革新派如章惇、曾布等，恢復王安石變法中的保甲法、免役法、青苗法等。

## 出生
- 2月15日──康拉德三世，德意志國王（1152年去世，59岁）
- 7月18日——吴玠，南宋名将（1139年去世，48岁）

## 逝世
- 9月——高太后（1032年出生，61岁）